# SURVIVE
『SURVIVE』（サヴァイヴ）は、日本の音楽ユニット・B'zが、1997年11月19日にRooms RECORDSからリリースした、9作目のオリジナル・アルバムである。

## 概要
前作『LOOSE』同様、通常盤のみの発売で、ブックレット（写真集）とCDケースを入れる紙製の三方背スリーブケースが付属しており、ブックレットの36ページ目の写真は2バージョンある。本作はCD EXTRA仕様となっており、1997年当時のパソコンに本作のCDを入れると、B'zの画像と曲の歌詞、「Liar! Liar!」のPVが見ることができた。
ジャケット写真は、ニューオリンズにあるライブハウス「プリザベーション・ホール」で撮影された。
前作『LOOSE』以降に発売されたシングルのうち、「ミエナイチカラ 〜INVISIBLE ONE〜」、「MOVE」、「Real Thing Shakes」は未収録となった。また、「あなたならかまわない」はこの時期のアウトテイクである。
本作は6thアルバム『RUN』以来、ライブツアーを通してアルバムの収録曲が全曲演奏された。以降は19thアルバム『EPIC DAY』まで収録曲が全曲演奏されたアルバムは存在しない。
初週でミリオン達成、累計売上172.3万枚を記録している。
第12回日本ゴールドディスク大賞でロック・アルバム・オブ・ザ・イヤーを受賞した。
2018年に結成30周年記念として『DINOSAUR』までのオリジナル・アルバムと共にアナログレコード化された。

## 収録曲
| 全作詞: 稲葉浩志、全作曲: 松本孝弘。 |                                |           |            |                                        |      |
| #                                    | タイトル                       | 作詞      | 作曲・編曲 | 編曲                                   | 時間 |
| 1.                                   | 「DEEP KISS」                  | 稲葉浩志  | 松本孝弘   | 松本孝弘・稲葉浩志・徳永暁人           | 4:14 |
| 2.                                   | 「スイマーよ!!」               | 稲葉浩志  | 松本孝弘   | 松本孝弘・稲葉浩志・徳永暁人           | 3:18 |
| 3.                                   | 「Survive」                    | 稲葉浩志  | 松本孝弘   | 松本孝弘・稲葉浩志・徳永暁人           | 4:47 |
| 4.                                   | 「Liar! Liar!」                | 稲葉浩志  | 松本孝弘   | 松本孝弘・稲葉浩志・徳永暁人           | 3:22 |
| 5.                                   | 「ハピネス」                   | 稲葉浩志  | 松本孝弘   | 松本孝弘・稲葉浩志・徳永暁人           | 4:51 |
| 6.                                   | 「FIREBALL」                   | 稲葉浩志  | 松本孝弘   | 松本孝弘・稲葉浩志                     | 4:12 |
| 7.                                   | 「Do me」                      | 稲葉浩志  | 松本孝弘   | 松本孝弘・稲葉浩志・徳永暁人           | 3:27 |
| 8.                                   | 「泣いて 泣いて 泣きやんだら」 | 稲葉浩志  | 松本孝弘   | 松本孝弘・稲葉浩志・徳永暁人           | 3:37 |
| 9.                                   | 「CAT」                        | 稲葉浩志  | 松本孝弘   | 松本孝弘・稲葉浩志・徳永暁人           | 3:41 |
| 10.                                  | 「だったらあげちゃえよ」       | 稲葉浩志  | 松本孝弘   | 松本孝弘・稲葉浩志・徳永暁人           | 3:51 |
| 11.                                  | 「Shower」                     | 稲葉浩志  | 松本孝弘   | 松本孝弘・稲葉浩志・徳永暁人           | 4:37 |
| 12.                                  | 「Calling」                    | 稲葉浩志  | 松本孝弘   | 松本孝弘・稲葉浩志・徳永暁人・池田大介 | 5:56 |
| 合計時間:                            | 合計時間:                      | 合計時間: | 49:53      |                                        |      |

## 楽曲解説
1. DEEP KISS
  - 本作の制作過程で12曲目に制作された。
  - 心臓の鼓動音がだんだん大きくなり、その後いきなり激しいギター音で始まる楽曲（途中で笑い声も聞こえる）。
  - 冒頭の鼓動音や救急車のサイレンの音のサンプリングも用いられ、曲の最後ではモーグ・シンセサイザーをフィルターの代わりに使用して稲葉の声を犬の鳴き声のような音に仕上げている[7]。
2. スイマーよ!!
  - Aメロのレコーディングは「ソフトな歌唱法」にこだわって行なわれた[7]。
  - 31stシングル『ultra soul』の2nd beatには一部の歌詞を変更・追加した新録バージョンが収録された。
  - ベスト・アルバム『B'z The Best "Treasure"』の収録曲を決めるファン投票では15位に入った[8]。『B'z The Best "ULTRA Treasure"』のファン投票でも15位となり収録された[9]。
  - 1997年の『ミュージックステーションスーパーライブ』出演時には、「Calling」と共に披露された[10]。
  - 2000年に発売されたライブ映像作品『once upon a time in 横浜 〜B'z LIVE GYM'99 "Brotherhood"〜』の発売前に「映像化して欲しいライブ映像」のリクエストを募集したところ1位を獲得し、同作ではボーナス・トラックとして『B'z LIVE-GYM '98 "SURVIVE"』で演奏された模様が収録されている。
3. Survive
  - 表題曲であるが、アルバムタイトルが全て大文字なのに対し、楽曲の方は頭文字のみ大文字となっている。
  - 2013年に行われた『B'z LIVE-GYM Pleasure 2013 -ENDLESS SUMMER-』のホール公演で約15年ぶりに演奏された際には、歌詞の一部が変更された。
4. Liar! Liar!
  - 23rdシングルおよび本作の先行シングル。
5. ハピネス
  - テレビ朝日系ドラマ『ガラスの仮面2』のエンディングテーマ。
  - ボーカルは「素朴さ」を重点に置いてレコーディングされた[11]。
  - 曲中で使用されたアコースティック・ギターは、マーティン社が1937年に製造したもの[12]。
  - 元々はアウトロ後半部分にもオケ（伴奏）があったが、稲葉のファルセットによるコーラス主体のアレンジに改められた[13]。
  - バラード・ベスト・アルバム『The Ballads 〜Love & B'z〜』に収録された他、『B'z The Best "ULTRA Treasure"』のファン投票で30位となり収録された[9]。
  - 2008年に行われた『B'z LIVE-GYM 2008 "ACTION"』で約10年ぶりに演奏され、2013年に行われた『B'z LIVE-GYM Pleasure 2013 -ENDLESS SUMMER-』でも演奏された。
6. FIREBALL
  - 21stシングル。
  - 本作のレコーディング期間より前の1996年12月に完成していた[1]。
7. Do me
  - 『B'z LIVE-GYM Pleasure '97 "FIREBALL"』で未発表曲として披露された楽曲で、当時のタイトルは「DO-ME」[14]。
  - 本作への収録に当たり、内容が一新されている。
8. 泣いて 泣いて 泣きやんだら
  - エンディングのギターソロではボグナー（英語版）のアンプを使用している[12]。
  - 歌詞は男性側が女性を慰めるシチュエーションで描かれている[12]。
  - バラード・ベスト・アルバム『The Ballads 〜Love & B'z〜』にも収録された。
  - 2007年に行われた『B'z SHOWCASE 2007 -19-』で約9年ぶりに演奏された。
9. CAT
  - 歌詞は手に負えない女性をネコにたとえたもの[7]。
  - 歌い出しは、ユニゾンで1オクターブ上のキーで歌われたボーカルが重ねられている[7]。
  - PVも存在しており、サングラスにスーツという出で立ちで夜の街を歩きながら歌う稲葉の映像で構成されている。
10. だったらあげちゃえよ
  - ブラスやピアノをふんだんに取り入れられ、ファンク色が強い楽曲。
  - CMでは、メンバーやスタッフ達が勢ぞろいして本曲を歌っている映像が流れた。
11. Shower
  - 沖縄で制作された楽曲であり、歌詞も沖縄で泊まっていたホテルから見えた風景が元になっている。サビ前のファルセットのコーラスも沖縄のホテルですでに稲葉が歌っていたもの[7]。
  - フェンダーローズや打楽器が使用されている。
  - ライブでは新潟と沖縄でのみ披露された[15]。
12. Calling
  - 22ndシングル。
  - 本作の制作過程で最初に取り組まれた楽曲[1]。
13. スイマーよ!! (LIVE ver.)
  - 台湾盤、香港盤にのみ収録されているボーナス・トラック。音源は過去の映像作品のもの。
14. Calling (LIVE ver.)
  - 台湾盤、香港盤にのみ収録されているボーナス・トラック。音源は過去の映像作品のもの。

## タイアップ
シングル曲については各作品の項目を参照
- テレビ朝日系ドラマ『ガラスの仮面 PartⅡ』エンディングテーマ(#5)

## 参加ミュージシャン
- 松本孝弘:ギター、ベース (#6)、全曲作曲・編曲
- 稲葉浩志:ボーカル、コーラス、全曲作詞・編曲
- 徳永暁人:ベース (#1-4.7-12)、編曲 (#1-5.7-12)
- 池田大介:編曲 (#12)
- 明石昌夫:ベース (#12)
- 山木秀夫:ドラム (#1-3.5-12)
- 青山純:ドラム (#12)
- 小野塚晃 (DIMENSION):ピアノ (#3.5.8.10.12)、ハモンドオルガン (#5.7.8.10)、シンセサイザー (#5)、YAMAHA CS-10 (#9)、フェンダーローズ (#11)
- 数原晋:トランペット (#7.10)
- 河東伸夫:トランペット (#7.10)
- 中川英二郎:トロンボーン (#7.10)
- ボブ・ザング:サックス (#7.10)
- 日色Strings:ストリングス (#8.9)
- 篠崎Strings:ストリングス (#12)
- 斎藤ノヴ:パーカッション (#11)
- B.B.IKKIES:コーラス (#1.10)
- 甲斐冴子 (So-Fi):コーラス (#7)

## ライブ映像作品
シングル曲については各作品の項目を参照
DEEP KISS
- B'z LIVE-GYM Hidden Pleasure 〜Typhoon No.20〜

スイマーよ!!
- once upon a time in 横浜 〜B'z LIVE GYM'99 "Brotherhood"〜
- B'z LIVE-GYM 2015 -EPIC NIGHT-
- B'z SHOWCASE 2020 -5 ERAS 8820- Day1〜5

Survive
- B'z LIVE-GYM Pleasure 2013 ENDLESS SUMMER -XXV BEST-

ハピネス
- B'z LIVE-GYM Pleasure 2013 ENDLESS SUMMER -XXV BEST-

泣いて 泣いて 泣きやんだら
- B'z The Best "ULTRA Treasure" (特典DVD)
- B'z LIVE in なんば 2006 & B'z SHOWCASE 2007 -19- at Zepp Tokyo

だったらあげちゃえよ
- B'z LIVE-GYM Hidden Pleasure 〜Typhoon No.20〜